# Игоревка (Крым)
И́горевка (до 1948 года нас.пункт 5-го отд.с-за «Крымский»; укр. Ігорівка, крымскотат. İgorevka, Игоревка) — село в Сакском районе Республики Крым, входит в состав Крымского сельского поселения (согласно административно-территориальному делению Украины — Крымского сельского совета Автономной Республики Крым).

## География
Игоревка находится на востоке района, в 2 км к востоку от села Яркое, высота центра села над уровнем моря — 83 м. В настоящее время является покинутым. Расстояние до райцентра — около 23 километров (по шоссе). Транспортное сообщение осуществляется по региональной автодороге 35Н-479 Яркое — Степное (по украинской классификации С-0-11231).

## Население
| 2001 | 2014 |
| ---- | ---- |
| 18   | ↘0   |

Всеукраинская перепись 2001 года показала следующее распределение по носителям языка
| Язык             | Процент |
| ---------------- | ------- |
| русский          | 72.22   |
| крымскотатарский | 27.78   |

## Современное состояние
На 2016 год в Игоревке улиц не числится

## История
Впервые в доступных источниках село встречается в указе Президиума Верховного Совета РСФСР от 18 мая 1948 года, которым безымянный населенный пункт 4-го отделения совхоза Крымский Сакского района переименовали в Игоревку. 26 апреля 1954 года Крымская область была передана из состава РСФСР в состав УССР. Время включения в состав Симферопольского района пока не установлено: на 15 июня 1960 года село числилось в его составе в Крымском сельсовете. На 1 января 1968 года село, вместе с советом, в Сакском районе. По данным переписи 1989 года в селе проживало 25 человек. С 12 февраля 1991 года село в восстановленной Крымской АССР, 26 февраля 1992 года переименованной в Автономную Республику Крым. С 21 марта 2014 года в составе Крыма аннексирована Россией.